# Maduresische Sprache
Die maduresische Sprache (indonesisch: Bahasa Madura, Eigenbezeichnung: Basa Madhura) ist eine auf der indonesischen Insel Madura sowie auf einigen Inseln im östlichen Teil der Provinz Ostjava gesprochene Sprache. Das Maduresische ist eng verwandt mit der Sprache Kangean (letzteres wird auch als Dialekt des Maduresischen betrachtet); beide gehören zum westlichen Zweig der malayo-polynesischen Gruppe der austronesischen Sprachfamilie. Maduresich wurde traditionell in javanischer Schrift geschrieben, heute ist jedoch das lateinische Alphabet gebräuchlicher. Die Zahl der Sprecher wird, obwohl abnehmend, auf 8–10 Millionen geschätzt.
Das Maduresische steht in enger Beziehung zur Ethnie der Maduresen.

## Phonologie

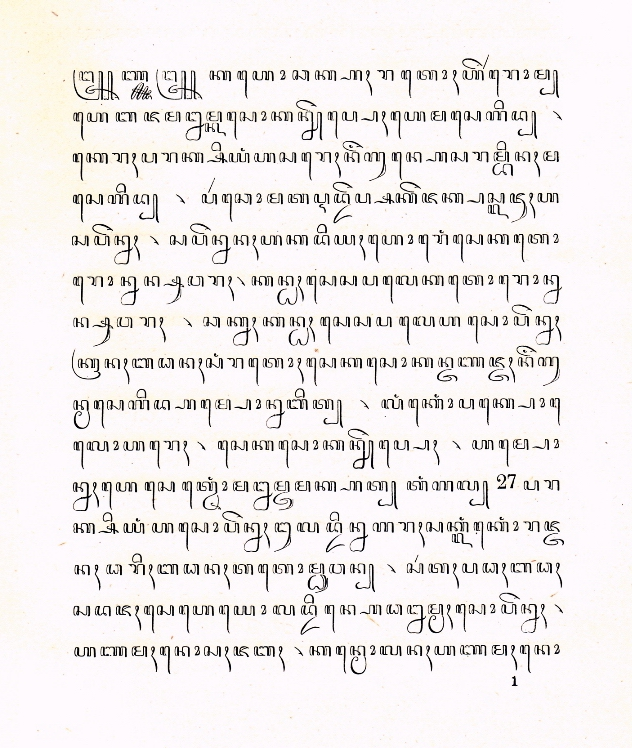
Madura in Javanischer Schrift

### Konsonanten
|            | Bemerkungen | labial | dental/alveolar | retroflex | palatal | velar | glottal |
| ---------- | ----------- | ------ | --------------- | --------- | ------- | ----- | ------- |
| Plosive    | stimmlos    | p      | t               | ʈ         | c       | k     | ʔ       |
| Plosive    | aspiriert   | pʰ     | tʰ              | ʈʰ        | cʰ      | kʰ    |         |
| Plosive    | stimmhaft   | b      | d               | ɖ         | ɟ       | g     |         |
| Nasale     |             | m      | n               |           | ɲ       | ŋ     |         |
| Frikative  |             | (f)    | s               |           |         |       | (h)     |
| Liquide    |             |        | l,r             |           |         |       |         |
| Gleitlaute |             | (w)    |                 |           | (j)     | (w)   |         |

### Vokale
| Typ             | Vorne | Zentral | Hinten |
| --------------- | ----- | ------- | ------ |
| Geschlossen     | i     | ɨ       | u      |
| Halbgeschlossen |       | ɤ       |        |
| Mitte           | ɛ     | ə       | ɔ      |
| Offen           |       | a       |        |

## Grammatik
Nomen im Maduresischen haben kein grammatisches Geschlecht und werden durch Reduplikation pluralisiert. Die grundlegende Wortstellung ist SVO. Negation wird durch eine Negationspartikel vor Verben, Adjektive oder Nominalphrasen ausgedrückt. Wie auch in anderen, ähnlichen Sprachen gibt es verschiedene Negationspartikeln für verschiedene Arten von Negation.

### Morphologie
Das Maduresische kennt als grundlegende Wortbildungsprozesse Affigierung und Reduplikation. Neben Prä- und Suffixen existieren auch Zirkum- und wenige Infixe.

## Sprachbeispiele
Artikel 2, Absatz 1 der Allgemeinen Erklärung der Menschenrechte lautet auf maduresisch:
Sabban oreng agaduwi sadajana hak sareng kebebasan-kebebasan se kasebbut edhalem parnyataan ka’dinto kalaban ta' abida’agi masalah ras, barnana kole', lake-bine, basa, agama, politik otaba drajat sosial, hak milik, otaba kabadhaan, laennepon.
Häufige Wörter
- Mann: Lalake
- Frau: Babine
- Ja: iya
- Nein: enja
- Wasser: aeng
- Sonne: are
- Gut: tello'